# جان هنری آنستیس
جان هنری آنستیس (انگلیسی: John Anstice; ۲۵ اکتبر ۱۸۹۷ – ۱۰ فوریه ۱۹۷۰) فرد نظامی اهل بریتانیا بود.